# Michael Hesemann
Michael Hesemann (né le 22 mars 1964 à Düsseldorf)[citation nécessaire] est un auteur et journaliste allemand, spécialisé dans l'histoire de l'Église.

## Sa vie
Hesemann vit son enfance et sa jeunesse à Neuss, où il passe son baccalauréat, puis suit des études d'histoire, d'anthropologie culturelle, de littérature et de journalisme à l'université de Göttingen. À présent, il partage sa vie entre Rome et Düsseldorf. Il a écrit une trentaine de livres (ou a participé à leur rédaction), qui ont paru dans de nombreuses langues, et a fait, entre autres, des recherches dans les archives secrètes du Vatican, auxquelles il peut accéder depuis 2008. Par ailleurs, il est le représentant allemand de la Pave the Way Foundation (PTWF) fondée par Gary Krupp, laquelle œuvre à la réconciliation entre juifs et catholiques.

### Ses premières publications
Durant ses études, Hesemann s'est intéressé aux légendes urbaines. Il s'est fait connaître du public par des publications relatives à différents sujets relevant de la fringe science (entre autres sur des prophéties, l'ufologie et les cercles de culture). De 1984 à 2000, il a été rédacteur en chef de la revue Magazin 2000, consacrée avant tout au domaine des sciences parallèles et en particulier à l'étude des objets volants non identifiés (ovnis), mais qui accordait aussi une certaine place à des thèmes chrétiens. En 2000, après un changement de cap droitiste du magazine (qui s'appelle aujourd'hui Magazin 2000plus), il l'a quitté et a pris ses distances, pour fonder la même année une lettre d'information nommée Magazin 3000 qui abordait des questions semblables.

### Le Titulus Crucis
En 1998, il examina, avec l'autorisation de l'Académie pontificale des sciences, le Titulus Crucis, une relique exposée depuis 1492 dans la Basilique Sainte-Croix-de-Jérusalem à Rome consistant en une petite pièce de bois, qui, selon la tradition catholique, serait un morceau de l’écriteau placé au-dessus de la tête de Jésus lors de la Crucifixion.
Après que sept experts israéliens en paléographie comparative eurent daté du Ier siècle l'inscription en hébreu, en grec et en latin qu'il portait, Hesemann remit ces résultats au pape Jean-Paul II lors d'une audience privée. Au cours d'une conférence organisée en 1999 à l'Université pontificale du Latran, il les présenta au public, et un an plus tard parut son livre „Die Jesus-Tafel“. Des investigations effectuées par le papyrologue Carsten Peter Thiede et l'historienne de l'Église Maria-Luisa Rigato confirmèrent cette datation. Cependant, des analyses au carbone 14 font remonter le bois de l'écriteau aux environs du XIe siècle. Hesemann attribue les valeurs mesurées à un phénomène de contamination et renvoie aux questions similaires soulevées à propos du linceul de Turin. Aussi, à l'occasion d'une conférence tenue à l'université madrilène „Universidad CEU San Pablo“ en mai 2009, il plaida en faveur de l'authenticité de la relique. Maria-Luisa Rigato, en revanche, tient cette pièce pour une copie fidèle à un original perdu.

### Le Saint-Graal
Dans son livre „Die Entdeckung des Heiligen Grals“ (le Saint-Graal découvert) Hesemann identifie, avec une quasi-certitude, le Saint-Graal avec le Calice de Valence (le „Santo Caliz“), lequel fut, et on peut le démontrer, vénéré du Modèle:Sp– dans le monastère pyrénéen de Saint Jean de La Peña comme étant la coupe utilisée par Jésus-Christ et ses douze disciples au cours de la Cène. À cette occasion, il défend le point de vue selon lequel des détails de la topographie et de l'architecture de cette abbaye située au pied du mons Salvatoris (mont du Sauveur) correspondent aux descriptions faites par Wolfram von Eschenbach du château du Graal appelé „Monsalvaesche“ ou „Monsalvat“ dans son roman en vers „Parzival“ ; en outre il identifie d'une part le Roi-Pêcheur „Anfortas“ avec Alphonse Ier d'Aragon nommé jadis „Anforts“ en occitan (lequel était parlé à la cour aragonaise) et d'autre part „Parzival“ avec le chevalier français Rotrou Perche de Val. Pour l'archidiocèse de Valence, Hesemann participa à des recherches interdisciplinaires consacrées au „Santo Caliz“, qui furent publiées à l'occasion de la visite du pape Benoît XVI en juillet 2006, et en novembre 2008 il exposa sa thèse selon laquelle „Parzival“ prend sa source dans des événements historiques au premier congrès international sur le Saint Calice organisé par l'Université catholique de Valence.

## Œuvres
- Findet der Weltuntergang statt? Chiva-Verlag, Kiel 1984.
- (mit Xokonoschtletl Gomora) Unser einziger Gott ist die Erde. Aurum-Verlag, Braunschweig 1988.
- UFOs: die Kontakte. Eine Dokumentation. Selbstverlag, München 1990; 6. Auflage Silberschnur-Verlag Neuwied 1998,  (ISBN 3-931652-37-8).
- Botschaft aus dem Kosmos. Silberschnur Verlag, Neuwied 1993,  (ISBN 3-923781-64-4) (erweiterte Neuauflage unter dem Titel: Kornkreise. Die Geschichte eines Phänomens. Silberschnur-Verlag, Neuwied 1993,  (ISBN 3-931652-04-1)).
- Beiträge in: Brednich, Rolf-Wilhelm (Hrsg.): Die Spinne in der Yucca-Palme. Sagenhafte Geschichten von heute. C.H. Beck, München 1990,  (ISBN 3-406-33995-6).
- Geheimsache UFO: Die wahre Geschichte der unbekannten Flugobjekte. Silberschnur-Verlag Neuwied 1994,  (ISBN 3-923781-83-0).
- Jenseits von Roswell. UFOs: der Schweigevorhang lüftet sich …. Silberschnur Verlag, Neuwied 1996,  (ISBN 3-931652-15-7).
- Kornkreise: die Geschichte eines Phänomens. 2. Auflage, Silberschnur-Verlag, Neuwied 1996.
- UFOs über Deutschland. Ein praktisches Handbuch. Falken-Verlag, Niedernhausen 1997,  (ISBN 3-635-60319-8).
- Geheimsache Fatima. Vom Vatikan verschwiegen: Was offenbarte die Gottesmutter über die Zukunft der Menschheit?. Bettendorf Verlag, München, Essen, Ebene Reichenau 1997,  (ISBN 3-88498-117-X).
- Die Jesus-Tafel: die Entdeckung der Kreuz-Inschrift. Herder Verlag, Freiburg im Breisgau 1999,  (ISBN 3-451-27092-7).
- Die stummen Zeugen von Golgatha: die faszinierende Geschichte der Passionsreliquien Christi. Hugendubel, Kreuzlingen, München 2000,  (ISBN 3-7205-2139-7).
- The Fatima Secret. New York 2000 (Hrsg. Whitley Strieber).
- UFOs: eine Bilddokumentation. Könemann Verlag Köln 2001,  (ISBN 3-8290-8403-X).
- Das Fatima-Geheimnis: Marienerscheinungen, der Papst und die Zukunft der Menschheit. Kopp Verlag, Rottenburg 2002,  (ISBN 3-930219-44-1).
- Die Kornkreis-Chroniken: die Geschichte eines Phänomens geht weiter. Silberschnur-Verlag Güllesheim 2002,  (ISBN 3-89845-012-0).
- Geheimakte John F. Kennedy: warum mußte der amerikanische Präsident sterben?. Kopp Verlag, Rottenburg 2003,  (ISBN 3-930219-65-4).
- Der erste Papst: Archäologen auf der Spur des historischen Petrus. Pattloch Verlag, München 2003,  (ISBN 3-629-01665-0).
- Die Entdeckung des Heiligen Grals: das Ende einer Suche. Pattloch Verlag, München 2003,  (ISBN 3-629-01659-6).
- Hitlers Religion: die fatale Heilslehre des Nationalsozialismus. Pattloch Verlag, München 2004,  (ISBN 3-629-01678-2).
- Hitlers Lügen: wie der „Führer“ die Deutschen täuschte. Area Verlag, Erftstadt 2005,  (ISBN 3-89996-481-0).
- Johannes Paul II. der Große. Eine Biographie in Bildern. Tosa Verlag, München 2005,  (ISBN 3-85492-628-6).
- gemeinsam mit Yuliya Tkachova: Benedetto! Benedikt XVI., die Kirche ist jung!. Pattloch Verlag, München 2005,  (ISBN 3-629-02104-2).
- Stigmata: sie tragen die Wundmale Christi. Silberschnur Verlag, Güllesheim 2006,  (ISBN 3-89845-125-9).
- Die Dunkelmänner. Mythen, Lügen und Legenden um die Kirchengeschichte. Sankt Ulrich Verlag, Augsburg 2007,  (ISBN 3-86744-016-6).
- Paulus von Tarsus. Archäologen auf den Spuren des Völkerapostels. Sankt Ulrich Verlag, Augsburg 2008,  (ISBN 3-86744-024-7).
- Der Papst, der Hitler trotzte. Die Wahrheit über Pius XII. Sankt Ulrich Verlag, Augsburg 2008,  (ISBN 3-86744-064-6).
- St. Paul vor den Mauern. Ein akustischer Pilgerführer. (Hörbuch), Kehl-Verlag, Fulda 2009,  (ISBN 978-3-930883-47-9).
- Jesus von Nazareth. Archäologen auf den Spuren des Erlösers. Sankt Ulrich Verlag, Augsburg 2009,  (ISBN 978-3-86744-092-9).
- Das Blut-Tuch Christi. Wissenschaftler auf den Spuren der Auferstehung. Herbig-Verlag, München 2010,  (ISBN 978-3-7766-2632-2).
- Auf den Spuren des Grabtuchs von Turin. Eine Entdeckungsreise zu einem der größten Rätsel des Christentums. Fulda 2010.
- Maria von Nazareth. Geschichte, Archäologie, Legenden. Sankt Ulrich Verlag, Augsburg 2011,  (ISBN 978-3-86744-163-6).
- gemeinsam mit Arturo Mari: Johannes Paul II. Erbe und Charisma. Sankt Ulrich Verlag, Augsburg 2011,  (ISBN 978-3-86744-185-8).
- Georg Ratzinger und Michael Hesemann: Mein Bruder, der Papst. Herbig-Verlag, München 2011,  (ISBN 978-3-7766-2678-0).
- Der Papst in Deutschland. Sankt Ulrich Verlag, Augsburg 2011,  (ISBN 978-3-86744-184-1).
- Hitlers Religion. Sankt Ulrich Verlag, Augsburg 2012,  (ISBN 978-3-86744-212-1).
- Jesus in Ägypten. Das Geheimnis der Kopten, Herbig-Verlag, München 2012,  (ISBN 978-3-7766-2697-1).
- Wer ist der Mann auf dem Tuch. Eine Spurensuche, Köln 2013 (Ausstellungskatalog der Malteser).
- Papst Franziskus. Das Vermächtnis Benedikts XVI. und die Zukunft der Kirche, München 2013,  (ISBN 978-3-776-62724-4).